# Râul Șipotu, Turcu
Râul Șipotu este un afluent al râului Moieciul Rece. 

## Hărți
- Harta județului Brașov